# Koltsovo (Jekaterinenburg)
Koltsovo (Russisch: Кольцово) was een nederzetting met stedelijk karakter ten zuidwesten van Jekaterinenburg naast de internationale luchthaven Koltsovo dat tot 2005 onder jurisdictie stond van het district Oktjabrski van Jekaterinenburg. Op 1 januari 2006 werd de plaats opgeheven en tot microdistrict gemaakt van dit Jekaterinenburgse district. Bij de volkstelling van 2002 woonden er 14.735 inwoners tegen 14.423 bij de volkstelling van 1989.
Koltsovo ontstond begin 20e eeuw. Toen het militaire vliegveld Koltsovo werd opgericht in 1928, groeide de plaats sterk en huisvestte de gezinnen van Rode Luchtmachtmilitairen in barakken. Veel straten van de plaats dragen namen die refereren aan haar geschiedenis als luchtmachtplaats. In 2007 werd er een Russisch-orthodoxe kerk geopend.